# هانسي شميت
هانسي شميت (بالألمانية: Hansi Schmidt؛ بالرومانية: Hansi Schmidt) هو مدرب رياضي ومدرس ولاعب كرة يد ألماني وروماني في مركز ظهير ‏، ولد في 24 سبتمبر 1942 في تيريمة ماري ‏ في رومانيا. لعب مع نادي غومرسباخ لكرة اليد.